# مرض جلدي يودي
المرض الجلدي يودي المنشأ (بالإنجليزية: Iododerma) هو مرض جلدي يعود سببه لليوديدات، وأكثر حالات بسبب استخدام مواد التباين الوريدية التي تستخدم في علاج مرض الدرقية.:135 أكثر أنواع المرض الجلدي اليودي شيوعا تظهر على شكل طفح عدي الشكل مع عدد من البثور الجريبية الملتهبة الحادة تحاط كل واحدة منها بحلقة فرط دم.:135